# レヴィタル・ハハモフ
レヴィタル・ハハモフ（רויטל חכמוב ラテン文字転写例: Revital Hachamov, Revital Hachamoff, 1964年 - )は、イスラエルのピアニスト。
リアト・ヤニフ、アリー・ヴァルディ、ディーナ・ターゲマンの各氏にピアノを師事。2001年に若き芸術家のためのアメリカ＝イスラエル奨学基金からキルモント賞とパルトス賞を贈られた。以後、イスラエル・フィルハーモニー管弦楽団、モスクワ室内管弦楽団、ベルリン交響楽団、シュトゥットガルト室内管弦楽団、ジョルジェ・エネスク・フィルハーモニー管弦楽団等と共演して名声を確立した。

## 参照
| スタブアイコン | サブスタブ | この項目は、まだ閲覧者の調べものの参照としては役立たない、人物に関連した書きかけの項目です。この項目を加筆・訂正などしてくださる協力者を求めています（P:人物伝/PJ:人物伝）。 |